# Ернан-Перес
Ернан-Перес (ісп. Hernán-Pérez) — муніципалітет в Іспанії, у складі автономної спільноти Естремадура, у провінції Касерес. Населення — 515 осіб (2010).
Муніципалітет розташований на відстані близько 240 км на захід від Мадрида, 85 км на північ від Касереса.

## Демографія
Динаміка населення (INE ):

## Галерея зображень

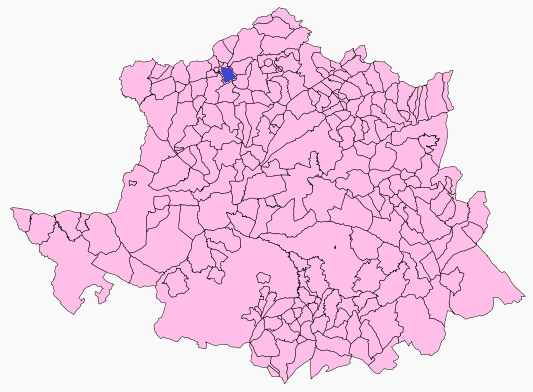
Розташування муніципалітету у провінції Касерес
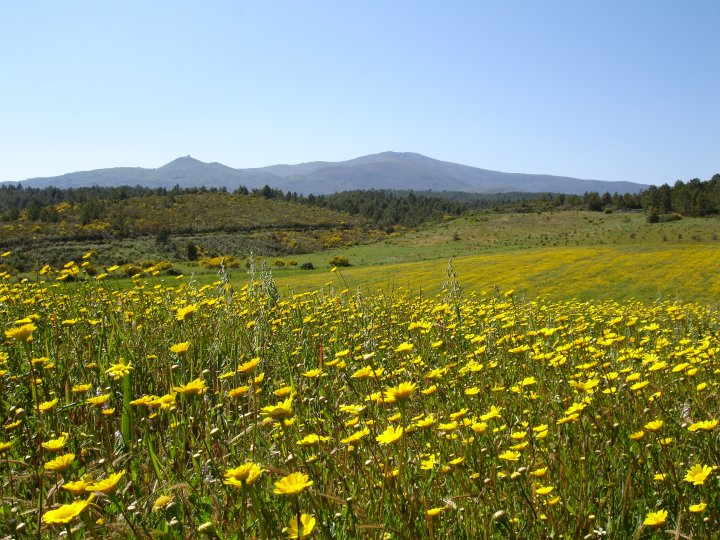
Дееса навесні
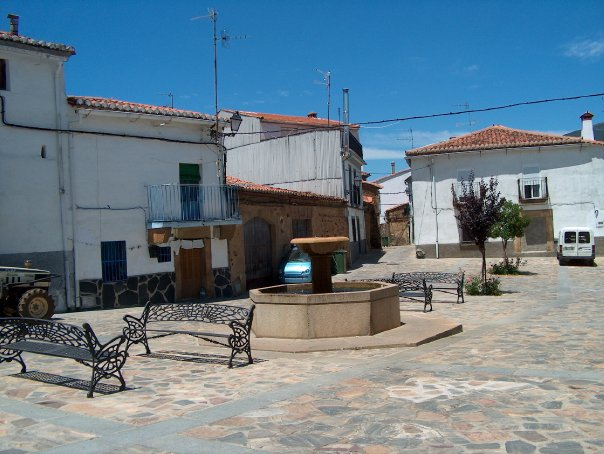
Пласа-Майор
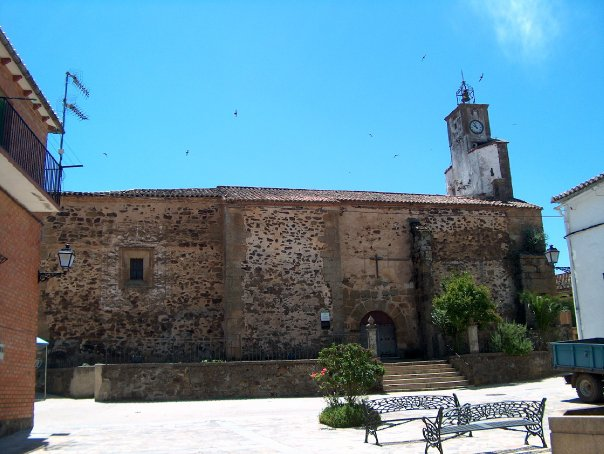
Церква Санта-Марія-Магдалена